# Balotești (gmina)
Balotești – gmina w północno-zachodniej części okręgu Ilfov w Rumunii. Przez gminę przepływają dwie niewielkie rzeki: Cociovaliștea i Vlăsia. Obejmuje trzy miejscowości Balotești, Dumbrăveni i Săftica. W 2011 roku liczyła 8314 osób.
31 marca 1995 roku w Balotești miała miejsce katastrofa lotu Tarom 371, wskutek której sześćdziesiąt osób poniosło śmierć.